# Ахакиста
Ахакиста (на английски: Ahakista; на ирландски: Áth an Chiste) е село в Ирландия, намиращо се в графство Корк, провинция Мънстър.
Има каменен кръг в района на Gorteanish, който датира от бронзовата епоха (2200 – 600 г. пр.н.е.).
На 23 юни 1986 г. в селото е открит мемориал в памет на терористичната атака през 1982 г. на Полет 182 на Боинг 747 на компании „Еър Индия“ летящ от Канада за Индия, по време на който точно след 08:00 сутринта след избухването на бомба на борда загиват над 329 души.
Закътаното дълбоководно пристанище е дом както на рибарски лодки, така и на туристически кораби, а годишната регата „Ахакиста“ се провежда всеки празничен уикенд през август.
- Мемориал за полет 182
- Каменният кръг
- Бар „Арунделс“
- Марският бряг край селото